# Hans Lindberg (nationalekonom)
För andra betydelser, se Hans Lindberg.
Hans Jörgen Lindberg, född 1962, är en svensk ämbetsman och doktor i nationalekonomi. 
Han tjänstgjorde på Riksbanken 1986-2000, bland annat som biträdande chef för avdelningen för penningpolitik. Åren 2000-2004 var han ställföreträdande generaldirektör på Konjunkturinstitutet. Därefter hade han chefspositioner på bland annat Tredje AP-fonden och i Skandia Liv. Han var generaldirektör för Ekonomistyrningsverket (ESV) 2008-2010 och är sedan 2009 ledamot av styrelsen för Arbetsförmedlingen. Den 17 februari 2010 efterträdde han Ingemar Hansson som statssekreterare hos Anders Borg på Finansdepartementet. Efter riksdagsvalet 2014 avgick han som statssekreterare och blev chefsekonom hos Moderata Samlingspartiet. År 2015 tillträdde han tjänsten som VD för Svenska Bankföreningen.

## Utmärkelser
- H.M. Konungens medalj av guld i 12:e storleken i högblått band[3] (2025)